# A・O・R
『A・O・R』（エイ・オー・アール）は、2004年10月より一部のJFN系列局で放送されているジャパンエフエムネットワーク（JFNC）制作のラジオ番組。放送時間は毎週月曜 - 木曜 19:00 - 20:55。

## 概要
本番組はパーソナリティのユキ・ラインハートが、「今日はあなたにとってどんな一日でしたでしょうか。今日がいい日だったという人も、そうでなかったという人も、この時間だけでもリラックスしておつきあい下さいね。」という冒頭の言葉から始まるように、一日の仕事や勉強などの疲れをクールダウンさせたり、リラックス出来る音楽の選曲をコンセプトに置いている生放送の音楽番組だが、選曲は番組タイトル通りの「AOR」に特化せずにジャンルの枠組みを超えた「アダルト・コンテンポラリー・サウンド」にこだわるとしている。
なお、同名の番組がFM NORTH WAVE（2007年3月終了）・FM COCOLO（2010年3月28日終了）及び、類似したタイトルの番組がKiss-FM KOBE（『たそがれのA.O.R.』、2009年7月終了）、FMヨコハマ（『たまらなく、AOR』）・FM COCOLO（『君と焚き火とAOR』）に存在するが、全て本番組とは無関係である。ちなみにKiss-FM KOBEでは、前述の番組が終了後に本番組のネットを開始している。
放送開始 - 2008年9月は『Adult Oriented Radio』（アダルト・オリエンテッド・レディオ）というタイトルで月曜 - 木曜 19:00 - 19:55で放送されており、前番組の『Plug In Tokyo』からコンセプトが変わり、洋楽が多くなった。同年10月より、略称である『A・O・R』に番組タイトルが変更されて現在に至る。
また、タイトル変更と同時に放送時間が1時間拡大し、毎週月曜 - 木曜19:00 - 20:55となり現在に至っている。

## パーソナリティ

### 現在
- ユキ・ラインハート（2007年10月 - ）

### 過去
- 村上知奈美（2004年10月 - 2007年9月）

## 放送内容
（2023年10月現在）
- 19時台 - メッセージテーマ（フリーの日もある）を日替わりで設定。リスナーからのメッセージ紹介を中心に、アーティストのプロフィールを交えながら楽曲をオンエアする。不定期でゲストが生出演する事がある（例：2016年9月20日放送分の大江千里など）。2016年10月より、第2水曜に「A・O・R川柳サロン」というリスナーが投稿した川柳を紹介するコーナーも開始。最終週はリスナーからのリクエスト特集になる。
- 20時台 - 日替わり特集（2014年4月 - ）
  - 月曜日「A・O・R～Rock Bar Rhinehart」
    - ユキは「Rock Bar Rhinehart」という架空のバーのオーナーという設定。ユキに送られてきた手紙の文面を紹介する・来店客との会話という体でロックアーティスト1名もしくはアルバムを週替わりで特集していく。

  - 火曜日「A・O・R～All This JAZZ」
    - 音楽評論家、プロデューサー牛窪成弘を迎え、ジャズナンバーを毎週特集する。

  - 水曜日「A・O・R～The Song of Japan」
    - 『60'S to 80'S（時々…90'S）』というサブタイトルが付いている。日本の様々なアーティストから1組をピックアップして名曲をオンエアするのが基本で、この時間は邦楽オンリーとなる。週替わりで年度毎・ジャンル毎の特集を行うこともある。最終週はリスナーからのリクエスト特集になる。

  - 木曜日（最終週を除く）「A・O・R～Soul To Soul」・（最終週）「A・O・R～名盤深掘り」
    - 「Soul to soul」は音楽ジャーナリスト、吉岡正晴[注釈 2]を迎え、ソウル・ミュージックの過去、現在、未来を紹介する。2022年12月までは毎週放送されていた。
    - 「名盤深掘り」はピーター・バラカンがオールディーズの名盤を解説を交えて紹介する。ユキは番組最初と終わりに内容を紹介するのみで、コーナー内には関与しない。2023年1月より開始。

## ネット局
2024年10月現在。放送時間の早い順から記載。
全局でウェブブラウザまたはスマートフォン・タブレット・スマートテレビなどのアプリを介して「radiko」（無料のリアルタイムまたはタイムフリー）・「radikoプレミアム」（有料のエリアフリー）で聴取可能。

### 現在
| 放送対象地域   | 放送局名                                    | 放送時間                                                  | 中断                              | 備考                    |
| -------------- | ------------------------------------------- | --------------------------------------------------------- | --------------------------------- | ----------------------- |
| 秋田県         | エフエム秋田（AFM）                         | 毎週月曜 - 木曜 19:00 - 20:55                             | 19:55：AFMニュース                | [ 注釈 3 ]              |
| 山形県         | エフエム山形（Rhythm Station）              | 毎週月曜 - 木曜 19:00 - 20:55                             | 19:55：JFNニュース                | [ 注釈 4 ]              |
| 福島県         | エフエム福島（ふくしまFM）                  | 毎週月曜 - 木曜 19:00 - 20:55                             | 19:55：ふくしまFMニュース         | [ 注釈 5 ]              |
| 長野県         | 長野エフエム放送（FM長野）                  | 毎週月曜 - 木曜 19:00 - 20:55                             | 19:54：快適生活ラジオショッピング | [ 注釈 6 ]              |
| 富山県         | 富山エフエム放送（FMとやま）                | 毎週月曜 - 木曜 19:00 - 20:55                             | 19:55：JFNニュース                | [ 注釈 7 ]              |
| 石川県         | エフエム石川（HELLO FIVE）                  | 毎週月曜 - 木曜 19:00 - 20:55                             | 19:55：FM石川ニュース             | [ 注釈 8 ]              |
| 福井県         | 福井エフエム放送（FM FUKUI）                | 毎週月曜 - 木曜 19:00 - 20:55                             | 19:55：JFNニュース                | [ 注釈 9 ]              |
| 兵庫県         | 兵庫エフエム放送（Kiss FM KOBE）            | 毎週月曜 - 木曜 19:00 - 20:55                             | 19:55：朝日新聞NEWS               | [ 注釈 10 ]             |
| 岡山県         | 岡山エフエム放送（FM OKAYAMA）              | 毎週月曜 - 木曜 19:00 - 20:55                             | 19:55：JFNニュース                | [ 注釈 11 ]             |
| 香川県         | エフエム香川（FM香川）                      | 毎週月曜 - 木曜 19:00 - 20:55                             | 19:55：FM香川ニュース             | [ 注釈 12 ]             |
| 高知県         | エフエム高知（Hi-Six）                      | 毎週月曜 - 木曜 19:00 - 20:55                             | 19:55：JFNニュース                | [ 注釈 13 ] [ 注釈 14 ] |
| 徳島県         | エフエム徳島（FM TOKUSHIMA）                | 毎週月曜 - 木曜 19:00 - 20:55                             | 19:55：JFNニュース                | [ 注釈 15 ]             |
| 宮崎県         | エフエム宮崎（JOY FM）                      | 毎週月曜 - 木曜 19:00 - 20:55                             | 19:55：JFNニュース                | [ 注釈 16 ]             |
| 鹿児島県       | エフエム鹿児島（μFM）                       | 毎週月曜 - 木曜 19:00 - 20:55                             | 19:55：FM鹿児島ニュース           | [ 注釈 12 ]             |
| 岐阜県         | エフエム岐阜（FM GIFU）                     | 毎週火曜・水曜 19:00 - 20:55 毎週月曜・木曜 19:00 - 19:55 | 19:55：JFNニュース                | [ 注釈 17 ]             |
| 宮城県         | エフエム仙台（Date fm）                     | 毎週水曜 19:00 - 20:55 毎週月曜・火曜・木曜 19:00 - 19:55 | 19:55：Date fm MEGA PLAY          | [ 注釈 18 ]             |
| [ 注釈 19 ]    | interfm                                     | 毎週木曜 19:00 - 20:55 毎週月曜 - 水曜 19:00 - 19:55      | 19:55：Hotpicks Playlist          | [ 注釈 20 ]             |
| 青森県         | エフエム青森（AFB）                         | 毎週月曜 ・ 火曜 19:00 - 19:55                            | [ 注釈 21 ]                       |                         |
| 栃木県         | エフエム栃木（RADIO BERRY）                 | 毎週月曜 - 木曜 19:00 - 19:55                             | -                                 |                         |
| 三重県         | 三重エフエム放送（レディオキューブ FM三重） | 毎週月曜 - 木曜 19:00 - 19:55                             | [ 注釈 22 ]                       |                         |
| 滋賀県         | エフエム滋賀（e-radio）                     | 毎週月曜 - 木曜 19:00 - 19:55                             | [ 注釈 23 ]                       |                         |
| 山口県         | エフエム山口（FMY）                         | 毎週月曜 - 木曜 19:00 - 19:55                             | [ 注釈 24 ]                       |                         |
| 島根県・鳥取県 | エフエム山陰（V-air）                       | 毎週月曜 - 木曜 19:00 - 19:55                             | [ 注釈 25 ]                       |                         |
| 長崎県         | エフエム長崎（FM Nagasaki）                 | 毎週月曜 - 木曜 19:00 - 19:55                             |                                   |                         |
| 佐賀県         | エフエム佐賀（FMS）                         | 毎週月曜 - 木曜 19:00 - 19:55                             |                                   |                         |
| 熊本県         | エフエム熊本（FMK）                         | 毎週月曜 - 木曜 19:00 - 19:55                             | [ 注釈 26 ]                       |                         |
| 群馬県         | エフエム群馬（FM GUNMA）                    | 毎週月曜 - 水曜 木曜（不定期）19:00 - 19:55               | [ 注釈 27 ]                       |                         |
| 広島県         | 広島エフエム放送（HFM）                     | 毎週火曜 - 木曜 19:00 - 19:55                             | [ 注釈 28 ]                       |                         |
| 大分県         | エフエム大分（Air-Radio FM88）              | 毎週月曜 - 木曜 20:00 - 20:55                             | [ 注釈 12 ]                       |                         |
| 岩手県         | エフエム岩手（FM IWATE）                    | 毎週月曜 - 水曜 20:00 - 20:55                             | [ 注釈 29 ]                       |                         |

### 過去
| 放送対象地域 | 放送局名                         | 放送時間                      | 放送期間                              | 備考        |
| ------------ | -------------------------------- | ----------------------------- | ------------------------------------- | ----------- |
| 新潟県       | エフエムラジオ新潟（FM-NIIGATA） | 毎週月曜 - 木曜 19:00 - 20:55 | 2015年6月1日 - 6月18日                | [ 注釈 30 ] |
| 東京都       | エフエム東京（TOKYO FM）         | 毎週月曜 - 水曜 20:00 - 20:55 | 2009年4月 - 2010年3月 2014年4月 - 9月 | [ 注釈 31 ] |
| 静岡県       | 静岡エフエム放送（K-mix）        | 毎週月曜 - 水曜 19:00 - 19:55 | 2004年10月 - 2013年3月                | [ 注釈 32 ] |